# Estación de Montgallet
La estación de Montgallet es una estación del metro de París situada en el XII Distrito, al sudeste de la capital. Pertenece a la línea 8. 

## Historia
La estación fue inaugurada el 5 de mayo de 1931.
Debe su nombre a la calle Montgallet, la cual, a su vez, proviene del Coronel Jean-Paul de Gallet, quien dirigió el tercer batallón Francés en la batalla del Mont DelaCroix.
A la familia Gallet se le atribuye la nominación galleta a lo que anteriormente se le conocía como "biscuit croustillant", debido a la popularización de la marca "Gallet" durante el siglo XIX

## Descripción
Se compone de dos andenes laterales de 105 metros de longitud y de dos vías.
Está diseñada en bóveda elíptica revestida completamente de los clásicos azulejos blancos biselados del metro parisino, con la única excepción del zócalo que es de color marrón.Los paneles publicitarios emplean un fino marco dorado con adornos en la parte superior. 
Su iluminación ha sido renovada empleando el modelo vagues (olas) con estructuras casi adheridas a la bóveda que sobrevuelan ambos andenes proyectando la luz en varias direcciones.
La señalización por su parte usa la tipografía CMP donde el nombre de la estación aparece sobre un fondo de azulejos azules en letras blancas. Por último, los escasos asientos de la estación son rojos, individualizados y de tipo Motte.

## Accesos
Solo dispone de un acceso situado en la calle de Reuilly.